# Каммингс, Брайан
Бра́йан Ка́ммингс (англ. Brian Cummings; род. 4 марта 1948, Су-Фолс) — американский актёр озвучивания.

## Биография
Брайан Дуглас Каммингс родился 4 марта 1948 года в городе Су-Фолс (штат Южная Дакота, США). Вырос в городке Абердин (Южная Дакота), там же, ещё будучи подростком, устроился работать актёром озвучивания на местную радиостанцию KSDN, позднее работал на спортивной радиостанции KIMM (запад Южной Дакоты). В 1966 году окончил старшую школу Central High School.
В середине 1970-х годов переехал в пригород Лос-Анджелеса, и с 1977 года начал озвучивать мультфильмы, мультсериалы и компьютерные игры, и за 42 года карьеры (1977—2019) в его кино-копилке около 170 работ. Также с 1986 по 2018 год несколько раз выступил как ассистент продюсера, координатор производства и пр.
В 1992 году Каммингс начал работу над озвучиванием попугая Яго в ставшем очень известным мультфильме «Аладдин», но в процессе производства продюсеры решили, что им нужен «более острый голос» и отдали эту роль Гилберту Готтфриду. Тем не менее, Каммингса не отстранили от проекта полностью: он озвучил в этом мультфильме четырёх второстепенных персонажей.
Личная жизнь
В 1981 году Каммингс женился на женщине по имени Карла МакНэлли, которая не связана с кинематографом и телевидением. У пары восемь детей.
По информации 2012 года, жил с женой в пригороде Денвера (Колорадо).

## Фильмография

### Озвучивание

#### Мультфильмы, мультсериалы и фильмы
В титрах не указан
- 1977 — Спасатели / The Rescuers — лягушка • рыба • журавль • выдра
- 1981 — Лис и пёс / The Fox and the Hound — лошадь • бык • жук • муравей
- 1983 — Гензель и Гретель / Hansel and Gretel — монстр-жвачка • шоколадный монстр • монстр — мармеладный мишка
- 1985 — Чёрный котёл / The Black Cauldron — привидение • зомби • ведьма • вампир
- 1986 — Великий мышиный сыщик / The Great Mouse Detective — поющие слизняк, паук, таракан и цикада
- 1987 — Отважный маленький тостер / The Brave Little Toaster — сушилка • камера • печь • красный автомобиль • зеркало
- 1987 — Гарфилд едет в Голливуд[англ.] / Garfield Goes Hollywood — офицер полиции
- 1987 — Гуфи: Футболомания[англ.] / Sport Goofy in Soccermania — один из братьев Гавс • стоматолог
- 1987 — Пиноккио и Император тьмы[англ.] / Pinocchio and the Emperor of the Night — муравей Боббери • осёл Вилли • козёл Сэм • кит-монстр
- 1987 — Настоящие охотники за привидениями / The Real Ghostbusters — мистер Лорн • Фил Дендрон (в эпизоде A Ghost Grows in Brooklyn[англ.])
- 1988 — Скуби-Ду и упорный оборотень / Scooby-Doo! and the Reluctant Werewolf — злобный клоун • мумия • пугало
- 1988 — Оливер и компания / Oliver & Company — белка • крыса • бультерьер Макс • лошадь
- 1989 — Белоснежка 2: И жили они счастливо / Happily Ever After — мантикора • кролик • шмель • летучая мышь
- 1989 — Русалочка / The Little Mermaid — дельфин • кит • морской чёрт • рыба-клоун (clownfish)
- 1990 — Спасатели в Австралии / The Rescuers Down Under — кенгуру • броненосец (armadillo) • отец коала
- 1991 — Маленький отважный паровозик Тилли / The Little Engine That Could — лис Винни • корова Дом • носорог Джек
- 1991 — Пёс из Лас-Вегаса[англ.] / Rover Dangerfield — рыбак • медведь • мышь • водитель автобуса
- 1992 — Параллельный мир / Cool World — робо-пёс
- 1992 — Аладдин / Aladdin — четыре персонажа
- 1994 — Король Лев / The Lion King — отец Пумбы • крокодил • вомбат
- 1995 — Покахонтас / Pocahontas — скунс (skunk) • лось • волк • дятел
- 1998 — Мир Элмо[англ.] / Elmo's World — мистер Оранжевый мяч • мистер Фиолетовый мяч • мистер Волейбол (в эпизоде Balls)
- 2003 — Скуби-Ду и монстр из Мексики / Scooby-Doo! and the Monster of Mexico — четыре персонажа

В титрах указан
- 1980 — Там, где бродит бизон / Where the Buffalo Roam — Ричард Никсон
- 1981—1982 — Человек-паук / Spider-Man — ректор Университета Эмпайр-Стейт, генерал (в 26 эпизодах)
- 1982 — Маленькие негодяи[англ.] / The Little Rascals — капитан Смоки • второстепенные персонажи (в 2 эпизодах)
- 1982 — Богатенький Ричи[англ.] / Richie Rich — второстепенные персонажи (в эпизоде Dollar's Exercise / Richie's Cube / The Maltese Monkey / Everybody's Doing It)
- 1982—1983 — ? / Shirt Tales — второстепенные персонажи (в 23 эпизодах)
- 1983 — Новое шоу Скуби и Скрэппи Ду[англ.] / The New Scooby and Scrappy-Doo Show — второстепенные персонажи (в эпизоде Scooby the Barbarian / No Sharking Zone)
- 1983 — Пакман[англ.] / Pac-Man — второстепенные персонажи (в эпизоде Here's Super-Pac! / Hey, Hey, Hey… It's P.J.)
- 1984 — Pole Position — второстепенные персонажи (в 13 эпизодах)
- 1985 — Специальное предложение на выходные от ABC[англ.] / ABC Weekend Special — Гарри (в эпизоде The Velveteen Rabbit)
- 1985 — Снорки[англ.] / Snorks — Димми Финстер (в 10 эпизодах)
- 1985 — Ваззлы[англ.] / The Wuzzles — шмеле-лев • фьящерица • Питер попугае-лис[2] (в 13 эпизодах)
- 1985—1987 — Медвежьи истории[англ.] / The Berenstain Bears — папаша Медведь • мэр Горшочек-Мёда • профессор Действительно-Фактически (в 15 эпизодах)
- 1986 — Джо-солдат: Настоящий американский герой[англ.] / G.I. Joe: A Real American Hero — доктор Майндбендер (в 25 эпизодах)
- 1986—1987 — Щенки из приюта 17[англ.] / Pound Puppies — одиннадцать ролей (в 9 эпизодах)
- 1987 — Джо-солдат: Настоящий американский герой[англ.] / G.I. Joe: The Movie — доктор Майндбендер
- 1987 — Космический рыцарь и звёздные шерифы / Saber Rider and the Star Sheriffs — второстепенные персонажи (в эпизоде Star Sheriff Round Up)
- 1987 — Джетсоны / The Jetsons — отец Марсии • диджей (в эпизоде Father / Daughter Dance[англ.])
- 1987—1989 — Утиные истории / DuckTales — семь персонажей (в 15 эпизодах)
- 1987—1991 — Приключения мишек Гамми / Adventures of the Gummi Bears — шесть персонажей (в 28 эпизодах[англ.])
- 1988—1989 — Фантастический Макс[англ.] / Fantastic Max — второстепенные персонажи (в 3 эпизодах)
- 1988—1989 — Денвер — последний динозавр / Denver, the Last Dinosaur — Мортон Фиццбэк • профессор Фант (в 50 эпизодах)
- 1989 — Смурфики / The Smurfs — второстепенные персонажи (в эпизоде Smurfs That Time Forgot)
- 1990 — Чип и Дейл спешат на помощь / Chip 'n Dale: Rescue Rangers — Арнольд Мышенеггар (Мышенеггер)[3] (в 2 эпизодах)
- 1990 — Семья Джетсонов[англ.] / Jetsons: The Movie — диктор фильма
- 1990 — Чудеса на виражах / TaleSpin — Джек Кейс (в эпизоде A Spy in the Ointment)
- 1990 — Невероятные приключения Билла и Теда[англ.] / Bill & Ted's Excellent Adventures — второстепенные персонажи (в 13 эпизодах)
- 1990—1991 — Zazoo U — бычок (в 13 эпизодах)
- 1990—1992 — Том и Джерри. Детские годы / Tom & Jerry Kids — второстепенные персонажи (в 5 эпизодах)
- 1991 — Красавица и Чудовище / Beauty and the Beast — Плита
- 1991 — Ох уж эти детки! / Rugrats — дирижёр • рэнглер • дворник (в эпизоде Grandpa's Teeth / Momma Trauma)
- 1991 — Мистер Богус[англ.] / Mr. Bogus — второстепенные персонажи (в 4 эпизодах)
- 1991 — Дракулито-вампирёныш / Little Dracula — человек-чеснок (в 4 эпизодах)
- 1991 — Гарфилд и его друзья / Garfield and Friends — полицейский • мистер Спрокет (в 2 эпизодах[англ.])
- 1991 — Чёрный Плащ / Darkwing Duck — Хорёк • диктор (в 4 эпизодах)
- 1991 — Виджит спешит на помощь / Widget — второстепенные персонажи (в 8 эпизодах)
- 1991 — Где Уолли?[англ.] / Where's Wally? — второстепенные персонажи (в 13 эпизодах)
- 1991—1993 — Легенда о принце Валианте[англ.] / The Legend of Prince Valiant — Седрик • Уилл (в 3 эпизодах)
- 1992 — Долина папоротников: Последний тропический лес / FernGully: The Last Rainforest — Ок
- 1992 — Натуральная мультяшность / Raw Toonage — диктор сети «Вся картошка»[4] (в эпизоде All Potato Network)
- 1992 — Русалочка / The Little Mermaid — Саймон (в эпизоде Message in a Bottle)
- 1992 — Гуфи и его команда / Goof Troop — мэр Бэйбэй (в эпизоде Tub Be or Not Tub Be)
- 1992 — Бэтмен / Batman — репортёр (в эпизоде Perchance to Dream)
- 1993 — Детектив Друпи / Droopy, Master Detective — второстепенные персонажи (в эпизоде Droopy's Deep Sea Mystery / How Can We Miss You If You Won't Go Away / The Case of the Missing Dragon)
- 1993 — Деннис-мучитель[англ.] / The All-New Dennis the Menace — второстепенные персонажи (в 13 эпизодах)
- 1993—1994 — Два глупых пса / 2 Stupid Dogs — мистер Голливуд (в 9 эпизодах)
- 1994 — Озорные анимашки / Animaniacs — диктор (в эпизоде Oh, Oh, Ethel / Rorschach Test / Meet John Brain / Smell Ya Later / Spike[англ.])
- 1994 — Скуби-Ду! Ночи Шахерезады[англ.] / Scooby-Doo! in Arabian Nights — султан • королевский стражник
- 1994 — Черепашки-ниндзя / Teenage Mutant Ninja Turtles — Кракус (в эпизоде Enter: Krakus)
- 1994 — Рождественский гимн Флинтстоунов[англ.] / A Flintstones Christmas Carol — призрак рождественского подарка
- 1994 — Трудный ребёнок[англ.] / Problem Child — второстепенные персонажи (в 13 эпизодах)
- 1995—1996 — Тимон и Пумба / Timon & Pumbaa — девять персонажей (в 7 эпизодах[англ.])
- 1996 — Что за мультик![англ.] / What a Cartoon! — эскимос • стражник • аллигатор (в эпизоде Pizza Boy in No Tip)
- 1996 — Дакмен[англ.] / Duckman — Гуннар (в эпизоде The Once and Future Duck)
- 1996 — Кряк-Бряк / Quack Pack — диктор (в эпизоде Hero Today, Don Tomorrow)
- 1997 — Аннабелль / Annabelle's Wish — петух Брюстер
- 1997 — Невероятный Халк / The Incredible Hulk — мистер Рок • учёный (в эпизоде They Call Me Mr. Fixit)
- 1997—1998 — Зорро / The New Adventures of Zorro — второстепенные персонажи (в 26 эпизодах)
- 2001 — Приключения в Одиссее[англ.] / Adventures in Odyssey — мистер Роуз • Фома (в эпизоде Welcoming Wooton)
- 2001—2002 — Субботним вечером в прямом эфире / Saturday Night Live — диктор (в 2 выпусках)
- 2002 — Супер-шпионки / Totally Spies! — Троуд (в эпизоде Wild Style)
- 2002 — Как говорит Джинджер / As Told by Ginger — директор Хулиски • репортёр (в эпизоде Tgif)
- 2003 — Книга джунглей 2 / The Jungle Book 2 — стервятник Баззи
- 2004 — Джонни Браво / Johnny Bravo — Карни • случайный человек • пылесос Мастро (в эпизоде Wilderness Protection Program / A Page Right Out of History[англ.])
- 2004 — ? / en:ChalkZone — рейнджер МакРейнджер (в эпизоде Howdy Rudy / Attack of the Rudisaurus / The Really Big Talent Search / Livin' It Up)
- 2005 — A.T.O.M. — Винни «Масса» Росси (в эпизоде Royal Rumble)
- 2005 — Похождения императора 2: Приключения Кронка / Kronk's New Groove — второстепенные персонажи
- 2005—2006 — Ужасные приключения Билли и Мэнди / The Grim Adventures of Billy & Mandy — десять персонажей (в 4 эпизодах[англ.])
- 2006 — Легенда о снежном человеке / The Legend of Sasquatch — пёс Снэрлс, также известный как «Чувак»
- 2006—2008 — Новая школа императора / The Emperor's New School — второстепенные персонажи (в 11 эпизодах[англ.])
- 2008 — Суперпридурки[англ.] / Super Capers — робот
- 2017—2018 — София Прекрасная / Sofia the First — Бэш • Брик (в 2 эпизодах[англ.])

Дубляж
В том числе компьютерных игр
- 1989 — Маленький Немо: Приключения в Стране снов / NEMO/ニモ — певец
- 1995 — 20 000 лье в космосе[фр.] / 20 000 Lieues dans l'espace — Мастер Фантом (в 13 эпизодах)
- 2004 — Metal Gear Solid 3: Snake Eater — Николай Соколов, советский учёный в области ядерного оружия
- 2006 — Metal Gear Solid 3: Subsistence — Николай Соколов
- 2006 — Metal Gear Solid: Portable Ops — Николай Соколов • призрак
- 2010 — Далтоны[фр.] / Les Dalton — Уильям Далтон (в эпизоде Ça bulle pour les Dalton)
- 2012 — Metal Gear Solid: Snake Eater 3D — Николай Соколов
- 2019 — Sekiro: Shadows Die Twice — Скульптор
- TBA[англ.] — Metal Gear Solid Delta: Snake Eater — Николай Соколов

#### Компьютерные игры
- 1998 — Die by the Sword — Энрик
- 2000 — Emperor’s New Groove — паша • селянин со статуями
- 2001 — Monsters, Inc.[англ.] — Салли
- 2001 — Monsters, Inc. Scream Team — Джеймс П. Салливан
- 2002 — The Mark of Kri[англ.] — Бомусу
- 2003 — Evil Dead: A Fistful of Boomstick — второстепенные персонажи
- 2004 — EverQuest II — двенадцать персонажей
- 2005 — Area 51 — Виктор5
- 2005 — Rise of the Kasai[англ.] — Бомусу
- 2007 — Bee Movie Game — второстепенные персонажи
- 2014 — WildStar — Чуа • мародёр

#### Прочее
- 1984—1985 — Давай заключим сделку[англ.] / Let's Make a Deal (телеигра) — диктор
- 1986—1990 — Альф / ALF (телесериал) — диктор в заключительных титрах (в 102 эпизодах)
- 2006—2010 — Most Shocking[англ.] (реалити-шоу) — диктор (в 79 выпусках)
- долгое время озвучивал трейлеры и промо-ролики Buena Vista Home Video
- некоторое время был рассказчиком за кадров для трейлеров Sony Pictures Home Entertainment и Paramount Home Entertainment

### Роли «вживую»
- 1978 — Калифорнийский отель / California Suite — охотник за автографами
- 1995—1998 — Билл Най — научный парень[англ.] / Bill Nye the Science Guy — восемь персонажей (в 8 эпизодах; в титрах не указан)

### Прочие работы
В титрах не указан
- 1986 — Американский хвост / An American Tail — продакшен-координатор
- 1988 — Super Mario Bros. 2 — программист[англ.]
- 1996 — Super Mario RPG: Legend of the Seven Stars — монитор-координатор
- 2000 — Paper Mario — прогресс-менеджер
- 2001 — Обезьянья кость[англ.] / Monkeybone — ассистент по производству
- 2001 — Dr. Mario 64[англ.] — геймдизайнер
- 2018 — Mario + Rabbids Kingdom Battle: Donkey Kong Adventure — ассистент по производству